# Selenaspidus taizi
Selenaspidus taizi är en insektsart som beskrevs av Mamet 1958. Selenaspidus taizi ingår i släktet Selenaspidus och familjen pansarsköldlöss. Inga underarter finns listade i Catalogue of Life.